# François Chaslin
 (7 août 2025).
Le texte peut changer fréquemment, n’est peut-être pas à jour et peut manquer de recul. N’hésitez pas à participer, en veillant à citer vos sources.
François Chaslin, né le 10 août 1948 à Bollène et mort le 7 août 2025 à Lanildut, est un architecte et critique d’architecture français.
Il produit et anime l’émission hebdomadaire Métropolitains sur France Culture entre 1999 et 2012.
Il décède de la même façon que l'architecte Le Corbusier, et à trois jours près au même âge.

## Biographie
François Chaslin naît le 10 août 1948 à Bollène dans le Vaucluse. Il est le fils de l'ingénieur Paul Chaslin, fondateur de Geep Industries, fabricant d'éléments modulaires en acier et en aluminium pour la construction d'écoles.Durant son enfance, il fréquente l'école Decroly et sera parmi les scouts laïques. Dès son adolescence, il devient ami avec Jean-Louis Cohen.

### Carrière
De 1980 à 1987, François Chaslin est responsable du département des expositions de l’Institut français d'architecture,. Entre 1987 et 1994, il est rédacteur en chef de la revue L'Architecture d'aujourd'hui. Il a aussi été rédacteur en chef des Cahiers de la recherche architecturale, et rédacteur en chef adjoint de Techniques et Architecture. Il publie régulièrement des articles au sujet de l’architecture dans Le Monde, Le Nouvel Observateur ou Libération.
De 1999 à 2012, il anime et produit l’émission hebdomadaire Métropolitains sur France Culture, laquelle, plusieurs fois déplacée dans la grille des programmes, est un temps nommée Les Jeudis de l’architecture et il participe au jury du prix La Ville à lire.
François Chaslin a aussi enseigné à l'École nationale supérieure d'architecture et de paysage de Lille et à l'École nationale supérieure d'architecture de Paris-Malaquais,. Il est membre correspondant de l'Institut de France à l'Académie des beaux-arts.
François Chaslin est un critique d'architecture passionné par les personnalités d'architectes, mais son étude de Le Corbusier le créateur multi-facettes déclenche en 2015 une médiatisation « hors contexte »,.
François Chaslin meurt le 7 août 2025 à Lanildut dans le Finistère,.

## Publications

### Articles
- François Chaslin, « L’arche de Nouvel et les mythes du cargo », in Le Débat, no 147, novembre-décembre 2007, p. 40[10]
- François Chaslin, « Brume nette : le musée du Louvre-Lens », in L'Impossible, no 10, février 2013, p. 56-60[11]
- François Chaslin, « Du fer, rien que du fer, mais que faire ? », in L'Impossible, no 11, mars 2013, p. 40-52[12]

### Livres
- François Chaslin et Bernard Hamburger, Les fontes ornées ou L'architecture des catalogues, Paris, Centre d'études et de recherches architecturales, 1978 (OCLC 494571400)
- Emilio Tempia, Pour une architecture urbaine : le concours des immeubles de ville de Cergy-Pontoise et les réflexions de François Chaslin, Paul Chemetov, Maurice Culot, Pierre Laconte, Bertrand Warnier, Paris, éditions du Moniteur, 1982, 189 p. (OCLC 315601075)
- Mario Botta, Pier Luigi Nicolin, François Chaslin, Gabriella Borsano (trad. de l'italien), Mario Botta 1978 - 1982 : laboratoire d'architecture, Paris, Electra Moniteur, 1982, 119 p. (ISBN 2-86653-007-1, OCLC 417347462)
- François Chaslin, Les Paris de François Mitterrand : Histoire des grands projets architecturaux, Paris, Gallimard, coll. « Folio/actuel », 1985, 253 p. (ISBN 2-07-032335-8, OCLC 13647074)[2]
- François Chaslin et Virginie Picon-Lefebvre (trad. Ronald Corlette Theuil), La Grande Arche de La Défense, Paris, Electra Moniteur, 1989, 216 p. (ISBN 2-86653-062-4, OCLC 466503172)
- François Chaslin, Une haine monumentale : essai sur la destruction des villes en ex-Yougoslavie, Paris, Descartes & Cie, 1997, 106 p. (ISBN 2-910301-76-1, OCLC 416407918)[2]
- (en) Henri Ciriani, François Chaslin, Oscar Riera Ojeda, Lucas H. Guerra, Henri Ciriani, Rockport Publishers, coll. « Contemporary World Architects », 1997, 132 p. (ISBN 1-56496-234-2, OCLC 36150493)
- François Chaslin et Rem Koolhaas, Deux conversations avec Rem Koolhaas, et cætera, Paris, Sens et Tonka, coll. « Librairie de l'architecture et de la ville / entretien 10/Vingt », 26 octobre 2001, 209 p. (ISBN 2-84534-030-3, OCLC 50026552)
- François Chaslin, Jean Nouvel Critiques, Gollion (Suisse)/Paris, Infolio, coll. « Archigraphy », septembre 2008, 272 p. (ISBN 978-2-88474-093-7)[2]
- François Chaslin (ill. Olivier Pasquiers), Paris/Carnet périphérique, Grâne, Creaphiséditions, coll. « Foto », 2e trimestre 2011, 96 p. (ISBN 978-2-35428-045-1, BNF 42468645)
- François Chaslin, Un Corbusier, Paris, Seuil, coll. « Fiction & Cie », 2015, 528 p. (ISBN 978-2-02-123091-8)[2]
- François Chaslin, Rococo ou Drôles d'oiseaux (divertissement), Éditions Non Standard, novembre 2018, 520 p.  (ISBN 979-10-96939-03-9)[2]